# Apomyrma stygia
Apomyrma stygia é uma espécie de formiga encontrada na África Ocidental, descrita pela primeira vez em 1970. É a única espécie no gênero Apomyrma, tribo Apomyrmini e subfamília Apomyrminae. Foi sugerido que a formiga vive principalmente em florestas tropicais e aparentemente pertence a uma guilda de formigas que se alimentam de centopéias.

## ligações externas
- Saux, Corrie; Fisher, Brian L.; Spicer, Greg S. (novembro de 2004). «Dracula ant phylogeny as inferred by nuclear 28S rDNA sequences and implications for ant systematics (Hymenoptera: Formicidae: Amblyoponinae)». Molecular Phylogenetics and Evolution. 33 (2): 457–468. PMID 15336679. doi:10.1016/j.ympev.2004.06.017